# Jinja

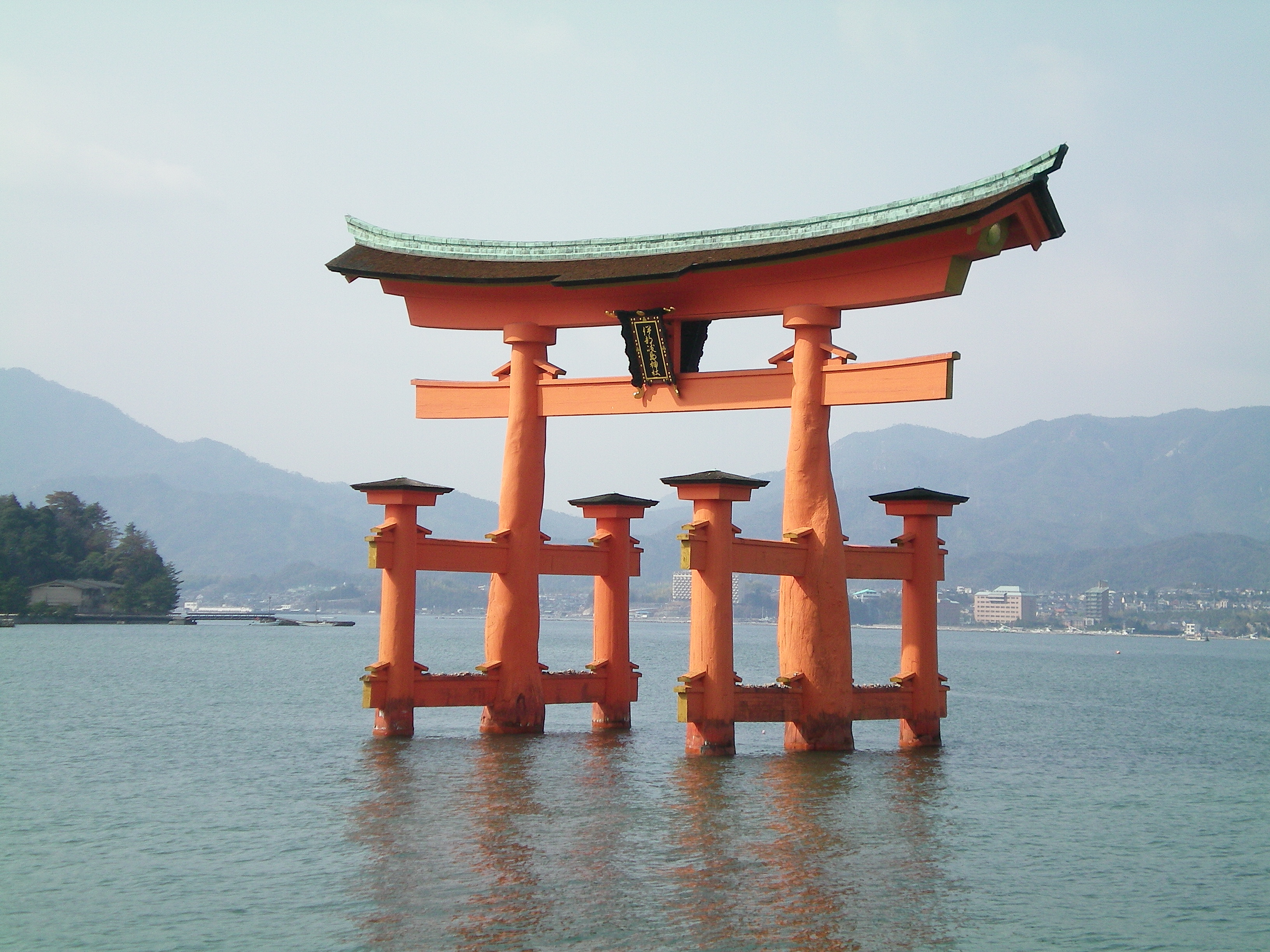
Un torii és una porta que condueix a un jinja. Aquest es troba al mar davant del Santuari d'Itsukushima.

Un jinja (神社) és un santuari xinto i l'àrea natural que l'envolta. Informalment, al jinja es refereix de vegades a les edificacions d'un santuari. A diferència de les esglésies i mesquites, tradicionalment un jinja no posseeix característiques d'una capella o un lloc per a la propagació, el seu únic propòsit és per a santificar i realitzar cultes a un kami o deïtat xinto (encara que també un esperit o l'ànima d'un mort pot ser considerat kami). En els segles recents, especialment els kami més importants han estat santificats a través del Japó.
La paraula jinja ha estat usada de manera oficial al Japó des de 1882 (per la Llei de classificació d'organitzacions xinto). Existeixen entre 80.000 i 100.000 jinja registrats al Japó (el nombre menor indica els "jinja combinats"), encara que el nombre real pot ser molt major perquè existeixen santuaris molt menuts o que ja no són administrats. Els jinja s'autofinancen a través de donatius i associats amb les municipalitats.

## Història

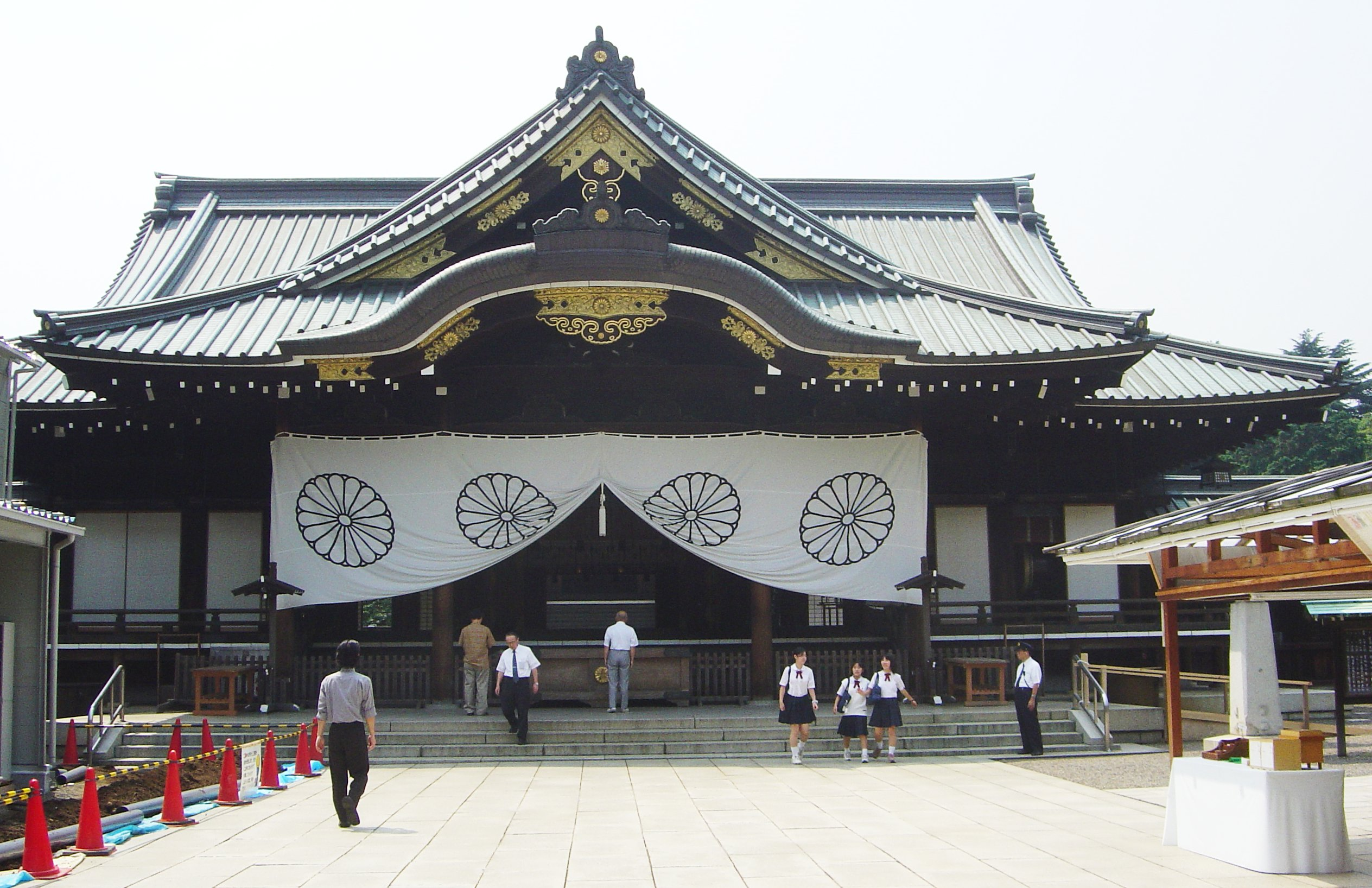
El Santuari Yasukuni, és un dels jinja més polèmics, perquè rendeix admiració a alguns soldats japonesos condemnats per crims de guerra.

Tradicionalment l'existència dels jinja en la història japonesa sorgeix amb l'aparició de l'Emperador Jinmu, primer Emperador del Japó. L'aparició dels jinja com un tipus d'arquitectura religiosa independent pot ser atribuït històricament en tres teories:
- Les formes més primerenques de culte xinto i de les religions més antigues del Japó, tenien els seus llocs per al culte dels kami, particularment en densos boscos cridats himorogi («llocs on els arbres creixen densament»). Si és cert que els arbres funcionaven com improvisats santuaris naturals, les generacions posteriors van necessitar fer llocs creats per l'home. Amb aquest succés, aquests llocs foren inicialment pedres sagrades que marcaven el lloc (iwasaka) i posteriorment van evolucionar amb l'edificació d'aquests punts fins a arribar als santuaris actuals.

- Altra teoria indica que els jinja es van desenvolupar a partir de les tombes dels herois japonesos, que eren molt admirats. En l'Antic Japó, es va desenvolupar una relació típica on tots els fenòmens estaven connectats amb la mort, i que es sincretitzà fins a l'actualitat en el xinto. Per exemple, amb la mort del llegendari kami Izanagi, dugué a l'admiració d'aquest en un lloc dit Kakure no miya (Santuari dels morts). El culte als ancestres, és una de les característiques més substancials del xinto i que va originar al desenvolupament dels llocs religiosos.

- D'igual manera quan el budisme arribà al Japó en el segle vii, el xinto hagué de redissenyar els seus llocs de culte per llocs més harmoniosos com palaus i residències de l'aristocràcia japonesa com llocs religiosos.